# Église d'Anttola
L'église d'Anttola (en finnois : Anttolan kirkko) est une église située à Mikkeli en Finlande. 

## Géographie
Anttola est une ancienne commune de Finlande s'étant fondue dans la ville de Mikkeli.

## Historique
L'église d'Anttola est un édifice en bois construit en 1729 dans la commune de Juva. L'église offre 650 sièges.
Quand Juva construit une nouvelle église en 1863, la paroisse de Juva donne l'église à la communauté d'Anttola. L'église est démontée et transportée en charrette à cheval par-dessus les lacs gelés pendant les hivers 1869 et 1870 juste après la famine de 1866–1868. Elle y est reconstruite sous la direction de Henrik Fagerlund sur un terrain offert par le colonel Rosenberg et est inaugurée à la Saint-Jean 1871.
En 1884, on construit un clocher séparé.

## Mobilier de l'église
Le retable d'origine, du XVIIIe siècle, représentant Jésus sur la croix est maintenant dans la maison paroissiale. Le retable actuel est un crucifix datant de 1666.
La chaire d'origine est aussi du XVIIe siècle et est donc plus ancienne que l'église.
En 1926, selon les plans de rénovation d'Alvar Aalto, les murs reçoivent des panneaux à miroirs, l'autel est rénové et le retable est remplacé par le crucifix et un agencement de candélabres conçu par Aalto.
L'orgue ancienne à 18 jeux de la fabrique d'orgue tchèque Rieger-Kloss date de 1955. Les nouvelles orgues de style baroque hollandais à 8 registres sont livrées en 1995 par la Fabrique d'orgues de Sotkamo.